# Ewa Oźmińska
Ewa Oźmińska – polska strzelczyni specjalizująca się w skeecie, mistrzyni Europy.
Zawodniczka Śląska Wrocław. 
W 1989 roku wystąpiła na mistrzostwach Europy w Zagrzebiu, gdzie została mistrzynią kontynentu w drużynie (wraz z Dorotą Chytrowską-Mika i Alicją Wilczyńską), zdobywając 123 punkty (najsłabszy wynik w drużynie). Kolejne medale wywalczyła w 1991 i 1992 roku, były to trzecie miejsca w zawodach drużynowych (drużyna polska startowała w tym samym składzie).